# Буралы (река)
Буралы — река в России, течёт по территории Азнакаевского района Республики Татарстан. Устье реки находится ниже 111 м над уровнем моря, в 40 км по левому берегу реки Мелля. Длина реки составляет 10 км, площадь водосборного бассейна 34,1 км².
Начинается в лесу с преобладанием берёзы и дуба, около урочища Кзылчишма. Генеральным направлением течения является северо-восток. В среднем течении пересекает одноимённое село. Около устья поворачивает на восток. Впадает в Меллю напротив села Чубар-Абдуллово.

## Данные водного реестра
По данным государственного водного реестра России относится к Камскому бассейновому округу, водохозяйственный участок реки — Ик от истока и до устья, речной подбассейн реки — бассейны притоков Камы до впадения Белой. Речной бассейн реки — Кама.
Код объекта в государственном водном реестре — 10010101312111100028688.